# 沃尔特·利尼
沃尔特·利尼（英語：Walter Lini；1942年—1999年2月21日），男，瓦努阿图政治人物，首任瓦努阿图总理。他是瓦努阿库党的创始人，曾提出“美拉尼西亚社会主义”。